# 290P/Jäger
290P/Jäger, komet Jupiterove obitelji